# Rúnar Már Sigurjónsson
Rúnar Már Sigurlaugarson Sigurjónsson (Sauðárkrókur, 18 giugno 1990) è un calciatore islandese, centrocampista dell'ÍA Akraness.

## Carriera

### Club
Ha iniziato la sua carriera nella squadra in cui era anche cresciuto, il Tindastóll, per poi spostarsi nella regione della capitale. Qui ha disputato una stagione nelle serie minori tra le file dell'Ýmir, squadra riserve del HK Kópavogur, per poi essere promosso nella prima squadra dell'HK stesso. Prima dell'inizio dell'Úrvalsdeild 2010, il giocatore è approdato al Valur, dove è rimasto fino al 2013.
Il 31 gennaio 2013 è stato ufficializzato il suo passaggio a titolo temporaneo agli olandesi del PEC Zwolle. Il prestito prevedeva una permanenza fino al termine della stagione 2012-2013, con un'opzione per due ulteriori stagioni. La sua parentesi olandese è stata condizionata da un infortunio, che non gli ha permesso di collezionare presenze. In aprile è stato annunciato il suo ritorno al Valur, con cui disputa dieci gare di campionato.
Il 6 agosto 2013 si è trasferito a titolo definitivo al GIF Sundsvall, nella Superettan svedese, con un contratto valido fino alla fine della stagione 2016. Al termine della Superettan 2014, la squadra conquista la promozione in Allsvenskan. Nell'estate del 2016, dopo un buon avvio in Allsvenskan (6 reti in 12 partite) e dopo l'ottimo Europeo giocato dalla Nazionale islandese, viene acquistato dagli svizzeri del Grasshoppers con un contratto triennale. Dopo una stagione e mezza con la maglia delle Cavallette, nella sessione invernale della stagione 2017-2018 passa al San Gallo.

### Nazionale
Ha militato in alcune delle Nazionali islandesi giovanili, fino a quando nel 2012 è stato convocato nella Nazionale maggiore a seguito di una buona stagione con il Valur (7 reti in 22 partite). Il 14 novembre 2012 ha debuttato nell'amichevole esterna contro Andorra, segnando anche il gol del definitivo 2-0. Viene convocato per gli Europei 2016 in Francia.

## Palmarès

### Club

#### Competizioni nazionali
- Campionato kazako: 1

Astana: 2019
- Supercoppa del Kazakistan: 1

Astana: 2020
- Campionato rumeno: 2

CFR Cluj: 2020-2021, 2021-2022